# Wolf-Dieter Graewe
Wolf-Dieter Graewe (* 31. Januar 1929 in Ober Siegersdorf; † 16. November 2008 in Zernsdorf) war ein deutscher Agrarwissenschaftler und Entwicklungspolitiker.

## Leben
Wolf-Dieter Graewe wurde in Schlesien geboren und verbrachte seine Kindheit und Jugend in Breslau, wo er 1944 im Alter von 15 Jahren zum Kriegsdienst verpflichtet und im April 1945 schwer verwundet wurde. Nach der Entlassung aus dem Lazarett arbeitete Graewe zunächst kurz in Sachsen als Landarbeiter, bevor er ab 1946 den kriegsbedingt abgebrochenen Schulbesuch in Halle an der Saale fortsetzte und im Jahr 1949 das Abitur ablegte. Bis 1951 absolvierte er anschließend eine Lehre zum Landwirt und begann dann ein landwirtschaftswissenschaftliches Studium an der Martin-Luther-Universität Halle/Wittenberg, das er 1954 erfolgreich beendete.
Graewe arbeitete zunächst als Forschungsassistent und ab 1955 als wissenschaftlicher Mitarbeiter an der Landwirtschaftlich-Gärtnerischen Fakultät der Humboldt-Universität zu Berlin. Im Jahr 1957 promovierte er, die Habilitation folgte 1969. Bis April 1990 arbeitete er am „Institut für ausländische Landwirtschaft“ der Humboldt-Universität zu Berlin und beschäftigte sich dort überwiegend mit den spezifischen Problemen der Entwicklungsländer in den Bereichen Ernährung, Bevölkerungsentwicklung, Ressourcen, Handel und Umwelt.
Schon ab 1970 engagierte sich Wolf-Dieter Graewe in verschiedenen Gremien beim Bund der Evangelischen Kirchen in der DDR. Zwischen 1983 und 1991 war er außerdem Mitglied des Zentralausschusses des Ökumenischen Rates der Kirchen. Auch seine Tätigkeit in den kirchlichen Gremien war vorrangig auf eine Zusammenarbeit mit Entwicklungsländern ausgerichtet. Graewe war Mitinitiator des entwicklungspolitischen Runden Tisches in der DDR, der am 9. Februar 1990 erstmals zusammentrat.
Zum 2. Mai 1990 wechselte Graewe von der Humboldt-Universität zu Berlin in das Ministerium für Wirtschaftliche Zusammenarbeit. Als Staatssekretär war er schwerpunktmäßig für die Erfassung und Evaluation der Projekte der Entwicklungszusammenarbeit der DDR und ihre Überführung in die Strukturen der Bundesrepublik zuständig. Mit der Wiedervereinigung übernahm er die Leitung der neuen Außenstelle des Bundesministeriums für wirtschaftliche Zusammenarbeit in Berlin, die er bis 1994 ausübte. Schon im September 1990 erfolgte die Berufung zum ordentlichen Professor für Agrargeographie und Regionalentwicklung an der HU Berlin, obwohl Wolf-Dieter Graewe zu diesem Zeitpunkt nicht mehr wissenschaftlich tätig war.
Am 16. November 2008 verstarb Wolf-Dieter Graewe im Alter von 79 Jahren in Zernsdorf.

## Schriften
- Die Agrarwirtschaft Westdeutschlands und Frankreichs in den Jahren 1950-1954: Ein Beispiel des internationalen Agrarbilanzvergleichs. Dissertation an der Humboldt-Universität, Berlin 1957
- Weltagrarwirtschaft. Teil: 1/2: Die regionale Struktur d. landwirtschaftlichen Produktion im Weltmaßstab. Zentralabteilung für das Hochschulfernstudium der Landwirtschaftswissenschaften, Markkleeberg 1966
- Weltagrarwirtschaft. Teil: 4/5: Die Agrargeographie der Länder des RGW Bulgarien, Ungarn, CSSR, Rumänien, Polen. Zentralabteilung für das Hochschulfernstudium der Landwirtschaftswissenschaften, Markkleeberg 1967
- Weltagrarwirtschaft. Teil: 6: Die Agrargeographie der Länder des RGW: Die UdSSR. Zentralabteilung für das Hochschulfernstudium der Landwirtschaftswissenschaften, Markkleeberg 1967
- Weltagrarwirtschaft. Teil: 3: Weltviehwirtschaft. Zentralabteilung für das Hochschulfernstudium der Landwirtschaftswissenschaften, Markkleeberg 1969
- Entwicklungstendenzen und Perspektiven von Produktion und Handel ausgewählter landwirtschaftlicher Produkte aus weltwirtschaftlicher Sicht. Habilitationsschrift an der Humboldt-Universität, Berlin 1969
- mit Stratis Anastasiadis: Internationale sozialistische Zusammenarbeit der Mitgliedsländer des RGW. Zentralabteilung für das Hochschulfernstudium der Landwirtschaftswissenschaften, Markkleeberg 1972
- mit Stratis Anastasiadis, Hermann Mertens: Europäische Wirtschaftsgemeinschaft (EWG). Zentralabteilung für das Hochschulfernstudium der Landwirtschaftswissenschaften, Markkleeberg 1973